# Skuggteatern
Skuggteatern är en fri teatergrupp i Umeå bildad 2001. Sedan 2011 är Skuggteatern Umeås första stadsdelsteater och är belägen i miljonprojektet Ålidhem i Kulturhuset Klossen.

## Historik
Skuggteatern grundades av fjorton ungdomar i Umeå 2001, dess första pjäs Spelmanen Grå sattes upp i juni 2002. Teatern hade vid grundandet det uttalade målet att inspirera andra ungdomar samt visa att unga kan vara kulturutövare. De första åren bedrevs verksamheten på ideell basis och utan ekonomiskt stöd från det offentliga. Gruppen beviljades första gången ekonomiskt stöd av Umeå kommuns kulturnämnd 2004.
I september 2006 invigde gruppen sin nya lokal bakom Sagateatern på Storgatan i Umeå med föreställningen Pojkarna som inte kunde sova. Hösten 2010 flyttade Skuggteatern på nytt, denna gång till Kulturhuset Klossen i stadsdelen Ålidhem.

## Verksamhet
Skuggteatern har ännu (2023) sin verksamhet förlagd till Kulturhuset Klossen i Ålidhem. Men förutom det har de även en ambulerande verksamhet främst i norra Sverige. Teatern drivs 2023 konstnärligt och administrativt av framför allt av Emil Nilsson-Mäki, Frida Allberg, Karin Malmberg, Elenor Nordström, Magnus Nilsson-Mäki och Love Ersare.
Skuggteaterns uppsättningar har bland annat behandlat teman som hur det är att bli vuxen, att leva med funktionshinder, mötas av motgångar, migration, samt oron som fanns i Umeå då Hagamannen härjade.
Verksamheten finansieras via anslag och bidrag från Umeå kommun, Region Västerbotten, Kulturrådet och andra enskilda och allmänna finansiärer samt genom egna intäkter. Gruppen är medlem i ScenSverige, Svensk Scenkonst, samt Teatercentrum.

### Skuggteaterns stipendium
I samband med teaterns 20-årsjubileum inrättades Skuggteaterns stipendium 2021, som riktar sig till unga med intresse för teater. Stipendiet är om 15 000 kronor med möjlighet att coachas av teaterns anställda samt att disponera teaterns lokaler för egna projekt. Följande personer har tilldelats stipendiet: 
- 2021 – Nathan Wemmert[13]
- 2022 – Elvin Sjöström[14]

## Produktioner (i urval)
- Speleman Grå (2002)
- I Skuggan av ert Sverige (2003)
- Nicoles Variete (2004)
- Pojkarna som inte kunde sova (2004)
- Klick (2004)
- Moll (2005)
- Det spräckliga bandets gåta (2006)
- Vad hände sen? (2006)
- Vad ska vi spela? (2007)
- Hej hej mittemot dig (2008)
- En ovanlig dag (2008)
- Fjäril vingad syns på Haga 2000-03-18 (2010)
- Skuggdetektiverna (2011)
- Gargantua (uttagen till Bibu 2014) (2011)
- Allt kommer att bli bra (2012)
- Oknyttsförvaltningen (2013)
- Hem ljuva Ålidhem (2013)
- I am not a girl (Uttagen till Scenkonstbiennalen 2015) (2014)
- Ropen skalla! (2015)
- Det fula barnet (2015)
- Åskådaren (2016)
- Provsmakaren (2017)
- Köttberget - ett ansvarsfullt förslag (2017)
- Erinya (2018)
- Vi mot hela världen (Soundwalk) (2018)

### Improviserade koncept (i urval)
- Impro Club (2010-2017)
- Console yourself (2012)
- Spela Roll (2013)
- Shakespeare i park´n (2014)
- Utkast av... (2014)
- Söndra och härska (2015)
- Shakespeare är död (2016)
- Korsordsimpro (2016)